# Danza Kuduro
Danza Kuduro é uma canção em espanhol e português cantada por Don Omar com a colaboração do cantor luso-francês Lucenzo. É o primeiro single do álbum intitulado Meet the Orphans, uma nova versão foi gravada para o álbum Emigrante Del Mundo.  Um remake da canção faz parte da trilha sonora do filme Fast Five. A canção é o maior êxito com um número significativo de versos em português europeu da década de 2010. O kuduro é um gênero de música angolano, muito popular em Portugal.

## Diferenças e semelhanças entre "Vem Dançar Kuduro" e "Danza Kuduro"
- A base da música é a mesma de "Vem Dançar Kuduro", com algumas modificações.
- Em ambas as canções Lucenzo canta em português, mas em "Vem Dançar Kuduro" é o vocalista, tendo a participação de Big Ali, enquanto que em "Danza Kuduro" o vocalista é Don Omar, e Lucenzo faz uma participação especial.

## Vídeo musical
O vídeo abre a música coar em um iate no mar, que chama Lucenzo. Estes estão em uma casa na praia cercado por meninas. Os dois se juntam e na sequência seguinte, vemos Don Omar Lucenzo saindo de sua casa com um carro esportivo conversível. Ocorre a travessia do carro ao longo da estrada do mar e a parada em um porto, onde embarcou em outro iate cheio de meninas. No final do vídeo se sobrepõem duas cenas: uma com Don Omar, que lidera o iate no mar com Lucenzo e meninas, o outra com o iate que está ancorado na doca enquanto Lucenzo ainda canta.

## Desempenho nas paradas
A música tem encontrado maior sucesso especialmente na Itália, onde alcançou o topo das paradas por 10 semanas consecutivas, se tornando o hit do verão 2011.
| Classificação (2011)       | Posição máxima |
| -------------------------- | -------------- |
| Portugal                   | 13             |
| Brasil                     | 1              |
| Bélgica (Flandres)         | 7              |
| Bélgica (Valônia)          | 14             |
| Canadá                     | 88             |
| Dinamarca                  | 3              |
| Finlândia                  | 5              |
| França                     | 6              |
| Alemanha                   | 1              |
| Itália                     | 1              |
| Noruega                    | 2              |
| República Checa            | 1              |
| Eslováquia                 | 7              |
| Espanha                    | 1              |
| Estados Unidos             | 82             |
| Estados Unidos (Latin)     | 1              |
| Estados Unidos (Latin Pop) | 1              |
| Suécia                     | 3              |
| Suíça                      | 1              |

## Outras versões
Durante o ano de 2011, "Danza Kuduro" também ganhou outras versões pelo mundo. Duas delas foram:
- Latino e Daddy Kall - Dança Kuduro
- Qwote, Lucenzo e Pitbull - Throw Your Hands Up